# Mikoyan-Gurevich MiG-15
El Mikoyan-Gurievich MiG-15 (en ruso: МиГ-15, designación OTAN: Fagot) es un caza de reacción desarrollado en la Unión Soviética por Artiom Mikoyán y Mijaíl I. Gurévich en 1947. Fue uno de los primeros cazas de reacción con alas en flecha exitosos, y consiguió gran fama sobre los cielos de Corea, donde en las primeras etapas de la guerra de Corea, superó a todos los cazas enemigos de alas rectas durante los combates diurnos. El MiG-15 también sirvió como punto de partida para el desarrollo del más avanzado MiG-17 que seguía siendo una amenaza efectiva para los cazas supersónicos estadounidenses sobre Vietnam del Norte en los años 1960.
El MiG-15 se considera que ha sido el avión de reacción más producido de la historia, con más de 12 000 ejemplares fabricados. La producción bajo licencia fuera de la Unión Soviética (Checoslovaquia, China y Polonia) tal vez elevó el total a más de 18 000 aviones. El MiG-15 se menciona a menudo junto con el North American F-86 Sabre estadounidense en las listas de los mejores aviones de caza de la guerra de Corea y en comparación con los cazas de otras épocas.

## Historia
Hoy en día el nombre MiG es probablemente más popular que el de cualquier otro tipo de avión. Proviene de la denominación que tomó la OKB (oficina de proyectos experimentales) fundada en 1938 por Artiom Mikoyán y Mijaíl Gurévich , cuyo primer diseño fue un caza, el MiG-1. Pese a sus líneas avanzadas y su gran motor, distaba mucho de ser un avión de combate ideal, y aunque MiG produjo varios prototipos excelentes, continuó siendo un nombre de segunda fila durante la II Guerra Mundial. Finalizado el conflicto, empleo motores de origen alemán en el birreactor MiG-9 , un avión bastante útil que entró en servicio en 1946.
En enero de 1946, antes de que volara el MiG 9, Iósif Stalin citó a varios diseñadores en el Kremlin y les instó a que construyeran prototipos de un caza mucho más avanzado. El TsAGI, el centro aerodinámico nacional, había empezado a trabajar sobre datos capturados a los alemanes referentes a alas en flecha positiva y negativa, y numerosos ingenieros alemanes habían sido hechos prisioneros y puestos a trabajar. El equipo de V.P. Tsybin construyó un planeador experimental con alas en flecha negativa, pero el MiG eligió el ala de flecha positiva como solución definitiva. El problema capital era la ausencia de un buen motor. Un equipo dirigido por V.Ya. Klimov intentó construir un símil del motor británico Rolls-Royce Nene , el mejor de la época y al que solo conocían por fotografías aparecidas en publicaciones occidentales. Para asombro de los soviéticos ( y por causas todavía no suficientemente aclaradas), después de que éstos realizaran un esfuerzo considerable para obtener datos completos del Nene por medios más o menos clandestinos, el gobierno británico suministró a Moscú 25 de los supersecretos motores a resultas de un "acuerdo comercial". Uno de ellos fue entregado inmediatamente a Klimov, mientras que otro pasó a la OKB de MiG en Moscú-Khodinka; el equipo del constructor de motores Klimov tardó poco tiempo en copiar con éxito al Nene, que en un principio fue conocido como Klimov RD-45.
Desde este momento los trabajos progresaron rápidamente. Se ha dicho frecuentemente que el prototipo voló el 2 de junio de 1947 y se estrelló durante el programa de evaluaciones, pero esto no ha podido ser confirmado; lo más probable es que se tratara de un avión totalmente diferente al MiG 15 en estructura, propulsión o aerodinámica. Lo que queda fuera de dudas es que el primer MiG-15, conocido por entonces solo mediante la letra S que le adjudicó la propia OKB, fue pilotado por A.V. Yuganov el 30 de diciembre de 1947.
De las evaluaciones en vuelo se desprendió que el nuevo avión contaba con unas cualidades de pilotaje muy satisfactorias, aunque en posteriores pruebas pudieron constatarse diversos problemas. A altas velocidades por encima de Mach 0,86 (marca inusitada hasta la fecha, si se exceptúa al prototipo North American XP-86 Sabre), la estabilidad en guiñada empeoraba alarmantemente. Luego, explorando los límites de maniobrabilidad, se descubrió que el S-01 tendía a las oscilaciones en virajes muy cerrados, lo que provocaba entradas en pérdida y barrenas muy rápidas (al igual que en muchos aviones occidentales). Investigando el límite Mach se descubrieron serias vibraciones aeroelásticas , tan pronunciadas y difíciles de erradicar que, para disgusto del equipo de diseño, se especificó que los aerofrenos se abrieran automáticamente a Mach 0,92.

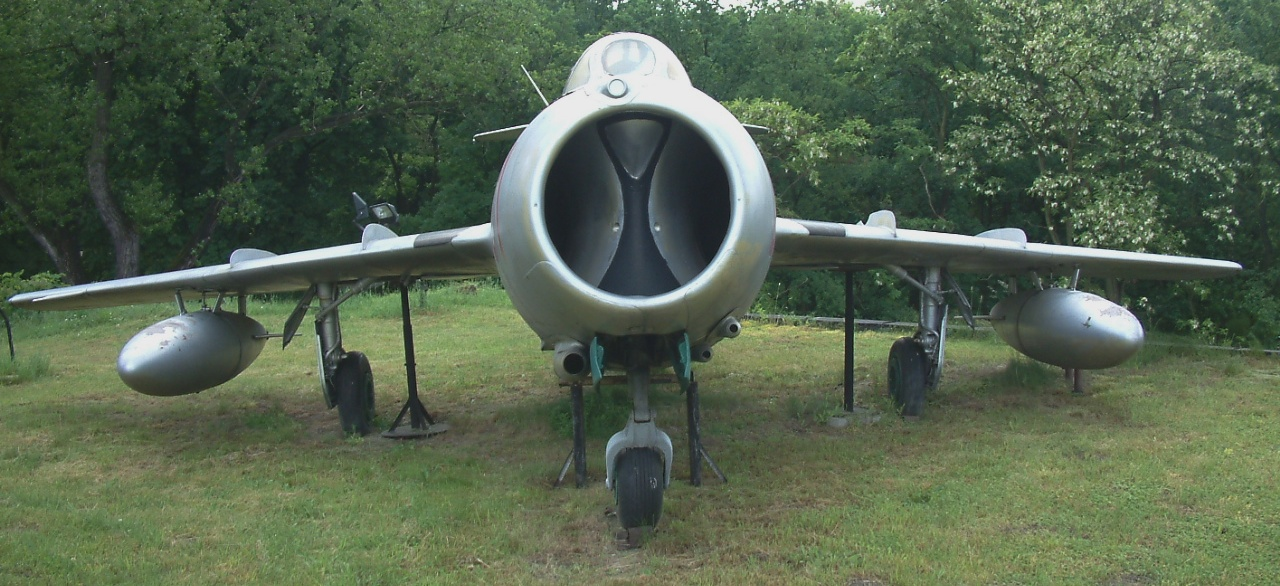
MiG-15.

## Diseño y desarrollo

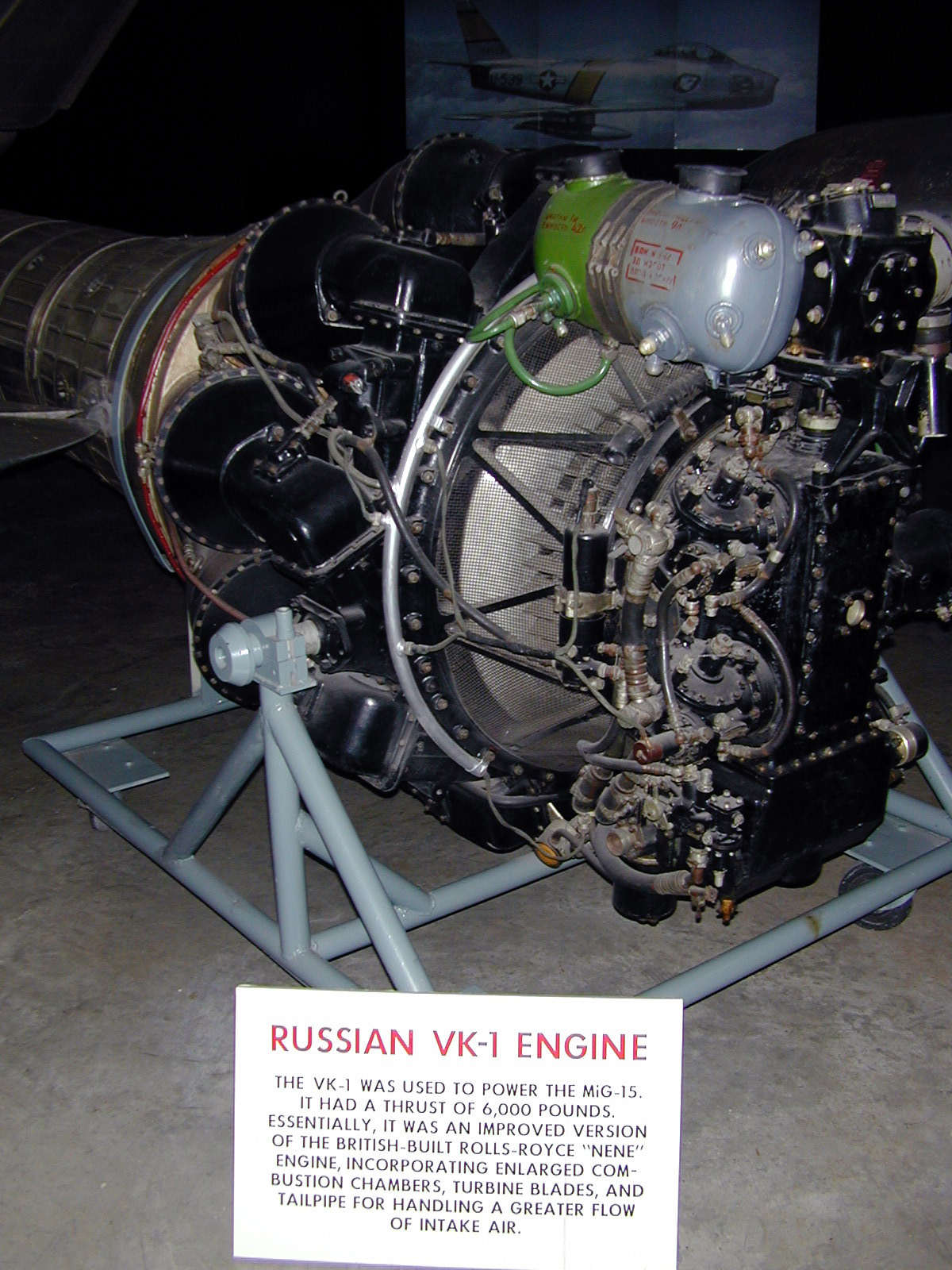
Motor Klimov VK-1

Pese a estos y otros defectos, las cualidades de la serie de prototipos S eran superiores a las de los aviones que por entonces volaban en Europa y aventajaban también a las de los diseños de Lavochkin, Sukhoi y Yakovlev. Las pruebas oficiales del NII-VSS (Instituto de Investigaciones Científicas de la Fuerza Aérea), llevadas a cabo en su mayoría por Yuri A. Antipov, se completaron en 1948 con un notable éxito; el nuevo caza designado ya MiG 15, entró en producción a una cadencia muy elevada en dos grandes factorías, la mayor de las cuales estaba situada en Kuybyshev. Asimismo, el motor Nene, designado RD-45, comenzó a fabricarse en gran escala en la factoría n.º 45 de Moscú.
Una de las principales características del MiG-15 era su simplicidad. El ala, de implantación media, atravesaba completamente el fuselaje; el aire para el motor provenía de una toma situada a proa y pasaba por un conducto bifurcado que discurría por los costados del alojamiento del aterrizador delantero y la cabina y por encima y debajo del ala. El motor se instaló dentro de la sección trasera del fuselaje, que al igual que en la mayoría de los cazas occidentales, podía ser desmontada para permitir el acceso y el cambio del motor.
El ala era ligeramente trapezoidal, con perfil laminar S-10 y 2.º de diedro negativo; para preservar el flujo axial y prevenir las pérdidas de flujo hacia las puntas alares en el extradós se añadieron grandes escuadras de guía aerodinámica en cada plano, un concepto nuevo para la época. Los alerones exteriores estaban asistidos hidráulicamente, por vez primera en un avión soviético, y los flaps eran de tipo Fowler de aumento de superficie. La cola comprendía una superficie vertical de grandes dimensiones, cuyo borde de ataque estaba aflechado en 56° a fin de llevar lo más atrás que fuese posible la superficie de la deriva (el timón de dirección quedaba justamente sobre el flujo de gases de escape); a dos tercios de su altura iban implantados los estabilizadores, aflechados a 40° y cuya incidencia se ajustaba en tierra. Todas las superficies de mando de la cola eran de accionamiento manual.
Al igual que la mayoría de los prototipos MiG de la época de la guerra, el MiG-15 fue dotado de aterrizadores con amortiguación por palanca, lo que confería a las ruedas una larga carrera vertical y facilitaba las operaciones en pistas mal acondicionadas; al mismo fin contribuía la amplia vía de los aterrizadores principales. La casi totalidad del combustible (1227 litros) estaba alojada en un depósito situado detrás de la cabina, aunque a los costados del conducto de escape del motor se instalaron dos pequeños depósitos de 90 litros. Los aerofrenos abisagrados oblicuamente hacia arriba a cada lado de la sección trasera del fuselaje, fueron objeto de sustanciales modificaciones durante el desarrollo de los prototipos.
En cambio, la cabina acarreó muy pocos problemas. MiG había sido durante la II Guerra Mundial uno de los pioneros en el diseño de cazas de alta cota y en el empleo de la presurización, por lo que la cabina del MiG-15 difería tan poco de la de su predecesor el MiG-9FR (última versión de birreactor MiG-9, construida en corto número); empleaba el asiento eyectable, la radio, el visor giroscópico y el equipo eléctrico básico del MiG-9, prácticamente el mismo instrumental y una cubierta deslizable hacia atrás casi igual.
Se previó que el armamento fuera también el mismo: un cañón N-37 y dos NS-23, pero los primeros aviones carecían de cañón de 37 mm y llevaban los dos de 23 mm, junto con tolvas de 80 disparos, en un contenedor integrado bajo el fuselaje, fácilmente reemplazable por medio de cuatro cables de izamiento. A finales de 1949, se añadió un cañón de 37 mm en el costado de babor, con los dos de 23 mm a su derecha; los tres iban instalados en el mismo contenedor, con una tolva adicional de 40 disparos para el arma de mayor calibre.
El MiG-15 recibió desde un principio el refuerzo estructural necesario para la instalación de cargas subalares. Se previó la instalación de dos depósitos fijos de combustible de 250 litros, o de dos depósitos lanzables de 415 o 600 litros adosados a dos pequeños soportes. Alternativamente, los soportes podían llevar dos bombas de 250 kg o varios de los diversos tipos de cohetes que se desarrollaron en la posguerra. Pese a que no se contaba con un sistema preciso de lanzamiento de bombas, los resultados obtenidos durante las evaluaciones fueron tan satisfactorios como en cualquier otro avión de apoyo táctico; la V-VS (fuerza aérea) decidió que el MiG-15 resultaba apto para tareas de ataque y contracarro, y los prototipos subsiguientes se construyeron de acuerdo con esta consideración. Así, durante los 30 años posteriores, hasta la entrada en servicio de los biturbofan Sukhoi (1981), no se adoptaron otros tipos de Shturmovik blindados de ataque al suelo. Esto se reflejó en el aumento de la producción de los cazas MiG, aunque de todas maneras, las versiones especializadas en ataque al suelo no pasaron del estado de prototipo.
Los primeros MiG-15 fabricados en serie despegan un año después, en diciembre de 1948. Los primeros Regimientos equipados con MiG-15 están listos para 1949. En septiembre de 1949 hace su primer vuelo la modificación MiG-15bis, con motor RD-45F, copia del Rolls-Royce Nene-II, de 2700 kg de empuje. Su producción comienza en 1950. La URSS fabrica 13 131 cazas MiG-15 de varios tipos en 8 fábricas desde 1949 hasta 1959. También fue producido por licencia en Polonia en la cantidad de 1000 ejemplares como Lim-1 y Lim-2. En Checoslovaquia se produjeron 1473 monoplazas Aero S102/S103 y 2012 biplazas CS102. China fabricó la versión biplaza Shenyang JJ-2/FT-2 biplazas. Así el total de MiG-15 producidos alcanzó más de 17 616 aviones.

## Variantes

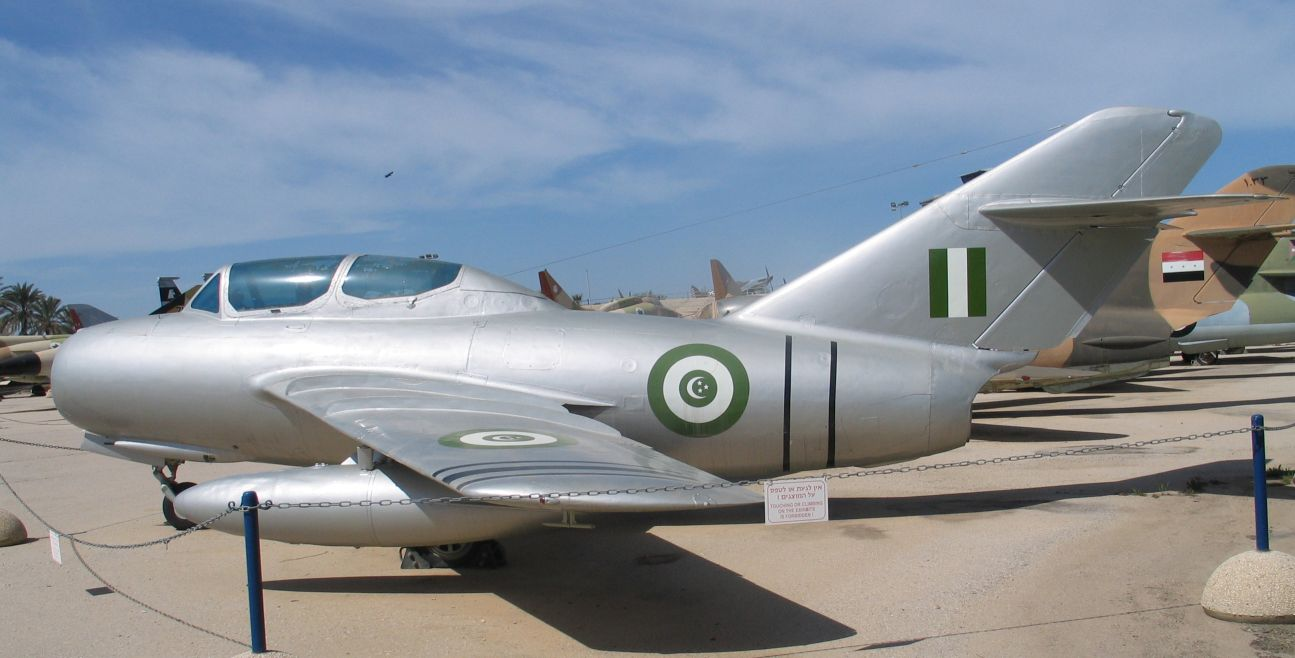
Un entrenador biplaza MiG-15UTI de la Fuerza Aérea Egipcia.

### Variantes soviéticas
- I-310: Prototipo.
- MiG-15: Primera versión de producción. Designación USAF/DoD: Tipo 14.[4]
- MiG-15P: Versión interceptor monoplaza todo tiempo del MiG-15bis.
- MiG-15SB: Versión cazabombardero monoplaza.
- MiG-15SP-5: Versión interceptor biplaza todo tiempo del MiG-15UTI.
- MiG-15T: Versión remolcador de blancos.
- MiG-15bis: Versión de caza monoplaza mejorada.
- MiG-15bisR: Versión de reconocimiento del MiG-15bis.
- MiG-15bisS: Versión de caza de escolta del MiG-15bis.
- MiG-15bisT: Versión remolcador de blancos del MiG-15bis.
- MiG-15UTI: Entrenador biplaza con controles duales. Designación USAF/DoD: Tipo 29,[4] designación OTAN: Midget.[1]

### Variantes chinas
- J-2: (Jianjiji – caza) Designación china del caza monoplaza MiG-15bis de producción soviética.[5]
- JJ-2: (Jianjiji Jiaolianji – caza entrenador) Designación china del entrenador biplaza MiG-15UTI, producido bajo licencia en China y exportado como Shenyang FT-2.[5]
- BA-5: Conversión del caza chino J-2 en avión no tripulado utilizado como blanco en prácticas de tiro.[5]

### Variantes polacas

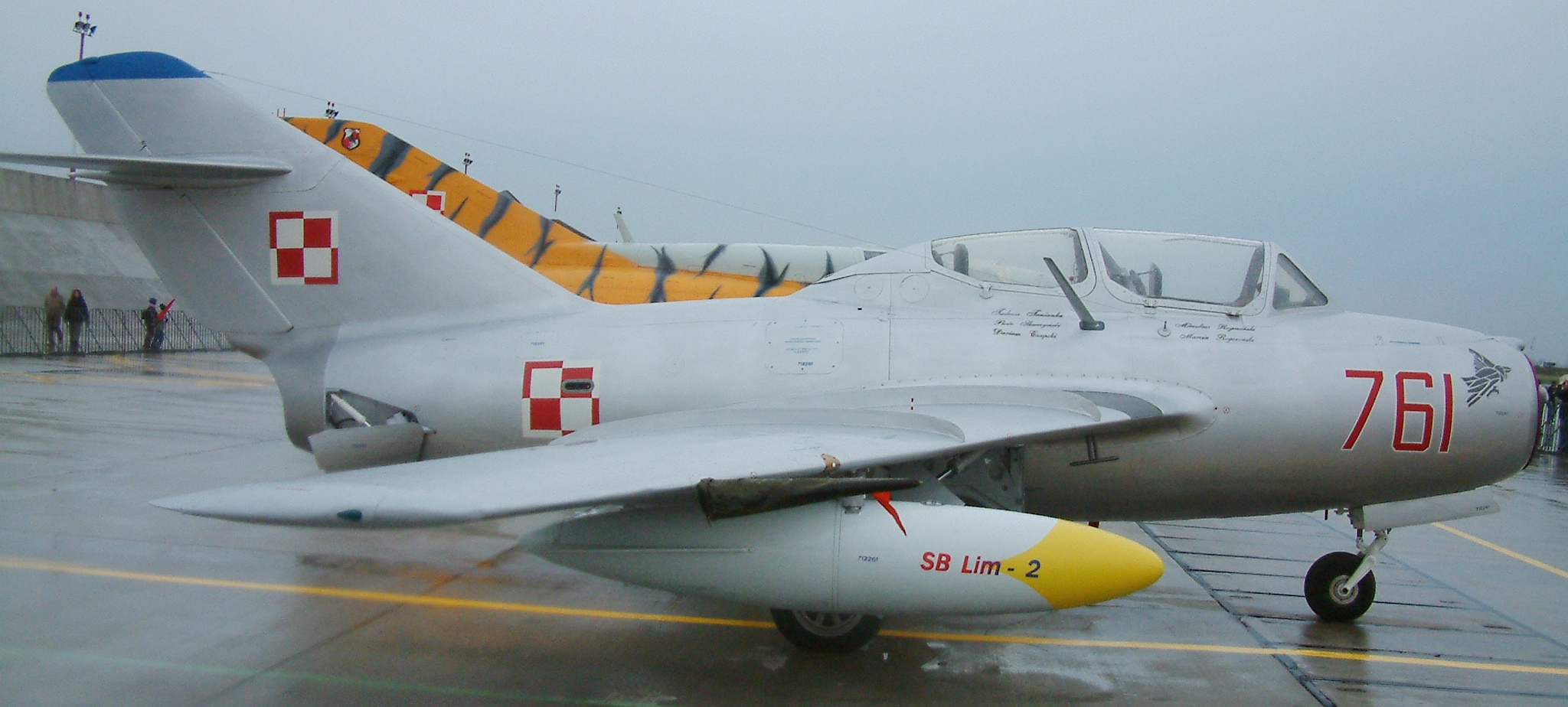
Un SB Lim-2 de la Fuerza Aérea Polaca.

- Lim-1: Versión del MiG-15 producida bajo licencia en Polonia.
- Lim-1A: Versión de reconocimiento del MiG-15 producida bajo licencia en Polonia. Equipado con cámara AFA-21.
- Lim-2: Versión del MiG-15bis producida bajo licencia en Polonia. Equipado con motor Lis-2 (versión del VK-1 producida bajo licencia en Polonia ).
- Lim-2R: Versión de reconocimiento del MiG-15bis producida bajo licencia en Polonia. Provisto de un compartimento para una cámara en la parte frontal de la cabina.
- SB Lim-1: Conversión del Lim-1 polaco equivalente al entrenador MiG-15UTI. Equipado con motor RD-45.
- SB Lim-2: Conversión del Lim-2 polaco en entrenador. Equipado con motor Lis-1 (VK-1). También se convirtieron a esta versión aviones SB Lim-1.
- SB Lim-2A: Versión de reconocimiento del entrenador biplaza SB Lim-2 polaco. Utilizado para la corrección de artillería.

### Variantes checoslovacas
- S-102: Versión del MiG-15 fabricada bajo licencia en Checoslovaquia. Equipado con motor Motorlet/Walter M05 (versión del RD-45 producida bajo licencia en Checoslovaquia).
- S-103: Versión del MiG-15bis fabricada bajo licencia en Checoslovaquia. Equipado con motor Motorlet/Walter M06 (versión del VK-1 producida bajo licencia en Checoslovaquia).
- CS-102: Versión del entrenador biplaza MiG-15UTI fabricada bajo licencia en Checoslovaquia.

## Usuarios

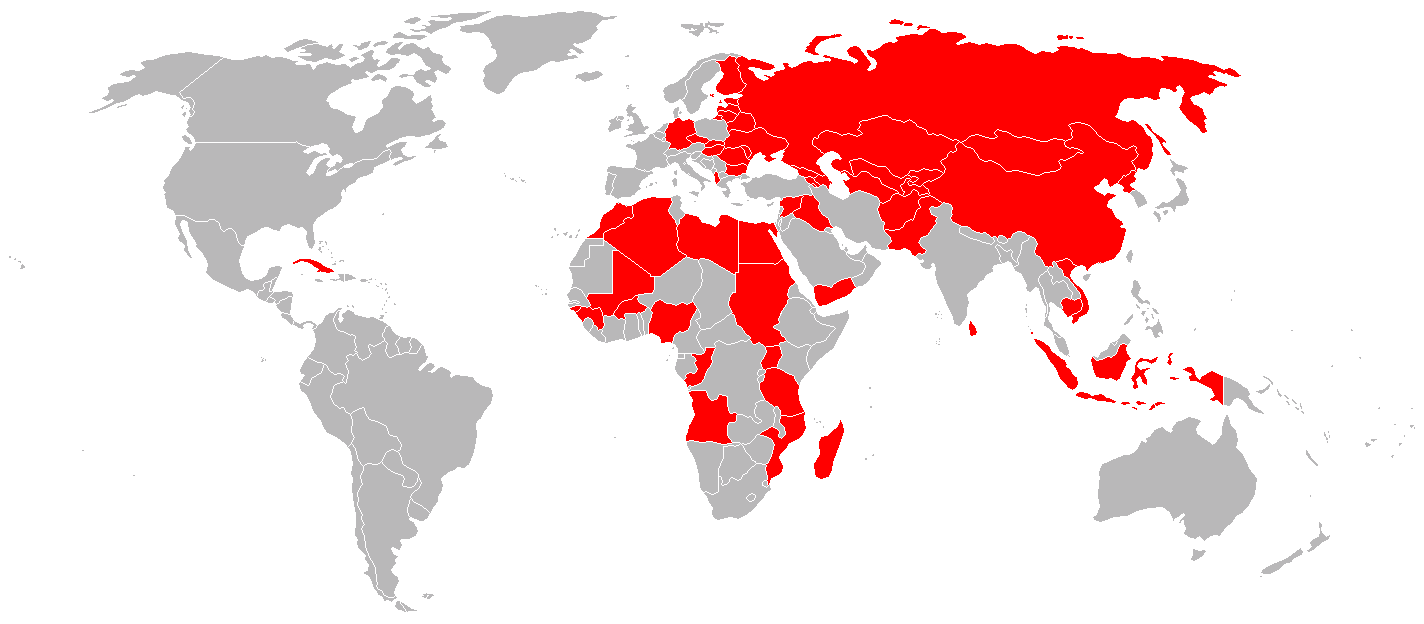
Operadores del MiG-15.

El MiG-15 sirvió en las fuerzas aéreas de 37 países:

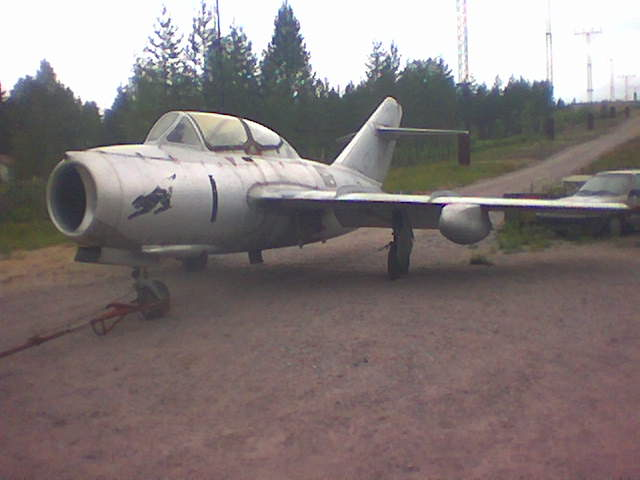
Un MiG-15UTI de Finlandia.

### Operadores militares
- Afganistán
- Albania
- Alemania Oriental
- Argelia
- Angola
- Bulgaria
- Burkina Faso
- Camboya
- China
- República del Congo
- Corea del Norte
- Cuba
- Checoslovaquia
- Egipto
- Estados Unidos: usó varios MiG-15 para evaluarlos.
- Finlandia
- Guinea
- Guinea-Bisáu
- Hungría
- Indonesia
- Irak
- Libia
- Madagascar
- Mali
- Marruecos
- Mongolia
- Mozambique
- Nigeria
- Pakistán
- Polonia
- Rumania
- Somalia
- Sri Lanka
- Sudán
- Siria
- Tanzania
- Uganda
- Unión Soviética
- Vietnam
- Yemen del Norte
- Yemen del Sur

### Operadores civiles
- Argentina: Un CS-102 construido en Checoslovaquia y operado por la Fuerza Aérea Polaca. En 1975 fue reconstruido como un SB Lim2M y dado de baja en 1987. Llegó a Argentina en 2000 y se le dio la matrícula experimental LV-X216.[6][7][8] Actualmente se encuentra en exhibición en el Museo Nacional de Aeronáutica de Morón.[9]

## Historia operacional
El MiG-15 combatió en numerosos conflictos como la guerra civil china, la guerra de Corea (1950-1953), Hungría (1956), Medio Oriente (1956, 1967), Yemén (1962-1967), choques China-Taiwán, y otros.
Su bautismo de fuego ocurrió durante las últimas fases de la guerra civil china (1946-49). En los primeros meses de 1950 la aviación nacionalista china atacó desde Taiwán las posiciones comunistas en China continental, especialmente Shanghái. Mao Zedong requirió la asistencia técnica y militar de la URSS, y la 50.ª IAD (Истревительная Авиа Дивизия, Istrievitielnaya Aviya Diviziya = División de la Aviación de Caza) equipada con el MiG-15bis fue desplegada al sur de la República Popular China. El 28 de abril de 1950 el Kapitan (Capitán) Kalinikov derribó un P-38 del Kuomintang, anotando así la primera victoria aérea del MiG-15. A esta siguió otra el 11 de mayo, cuando el Kapitan Ilya Ivánovich Schinkarenko abatió el B-24 Liberator de Li Chao Hua, comandante del 8.º Grupo Aéreo de la fuerza aérea nacionalista.

### Corea (1950-1953)
La guerra de Corea (1950-1953) fue la ordalía del MiG-15. En este conflicto el MiG-15 en manos de pilotos rusos fue superior a todos los cazas enemigos, incluso al caza norteamericano F-86 Sabre, de similares prestaciones. Los MiG-15 en Corea terminaron la era de los ataques impunes de los bombarderos B-29, derribando numerosos aparatos de la ONU (las cifras exactas son motivo de apasionados debates y polémica entre historiadores estadounidenses, rusos y chinos). Los MiG-15 fueron también pilotados por aviadores chinos, que sufrieron bajas mayores y cosecharon menos victorias debido a su peor entrenamiento.
El 1 de noviembre de 1950 los MiG-15 dejaron estupefactos al mundo cuando ocho MiG-15 de la 1.ª AE (Авиа Эскадрилья, Aviya Eskadrilya = Escuadrilla de Aviación) del 72.º GIAP (Гвардевский Истревительный Авиа Полк, Gvardevskiy Istrevitelniy Avia Polk = Regimento de Aviación de Caza de la Guardia) de la 151.ª GIAD (Гвардевскaя Истревительная Авиа Дивизия, Gvardievskaya Istrievitielnaya Avia Diviziya = División de la Aviación de Caza de la Guardia) interceptaron a unos dieciséis P-51D Mustangs de las 18.ª y 35.ª FBW de la USAF (Fuerza Aérea de los EE. UU.), y el Starshiy Leitenant (1.º Teniente) Fiodor V. Chizh -MiG-15 N.º 11811- derribó el P-51D de Aaron Abercombrie (35.ª FBW) matando al aviador estadounidense.
Poco después otros tres MiG-15 de la misma unidad interceptaron diez Lockheed P-80 Shooting Star de la 51.ª FIW, y el Starshiy Leitenant Semyon Fiodorovich Jominich -MiG-15 N.º 0615372- logró la primera victoria en un duelo entre cazas a reacción en la Historia, al abatir el F-80C de Frank Van Sickle (16.º FIS, 51.ª FIW), quien también fallecería (la USAF acredita ambas pérdidas a la acción de la antiaérea norcoreana). Sin embargo el 9 de noviembre el caza soviético sufrió su primera pérdida, cuando el piloto naval Teniente Comandante William T. Amen (VF-111, portaaviones USS Philippine Sea), a los mandos de un F9F Panther derribó al Kapitan Mijail F. Grachev (139.º GIAP, 28.ª IAD).
Durante el resto del mes las unidades soviéticas reclamaron el derribo de 29 aviones: once P-80, siete B-29 y nueve P-51. De estos 29 unas 23 coinciden con pérdidas reconocidas, pero las fuentes norteamericanas afirman que la mayoría de ellas se debieron a la AAA o accidentes, reconociendo solo cuatro B-29 (un B-29 derribado, y dos B-29 y un RB-29 que se estrellaron al aterrizar o estaban demasiado dañados para ser reparados). En lo que sí coinciden ambos bandos, es en que, el MiG-15 arrebató a la USAF la superioridad aérea sobre el noroccidente de Corea.
Pero la balanza se niveló con la llegada de los F-86 Sabre de la 4.ª FIW. El 17 de diciembre de 1950 el primer encuentro entre estos dos oponentes se saldó con una clara victoria norteamericana cuando el teniente coronel Bruce H. Hinton (comandante del 336.º FIS) obligó al Mayor Yakov Nikanorovich Yefromeyenko a eyectarse de su MiG en llamas. Durante los siguientes días ambos bandos intercambiaron golpes, con el Kapitan Nikolay Yefremovich Vorovyov (177.º IAP, 50.ª IAD) -en la cabina del MiG-15bis N.º 0615396- derribando el F-86A BuNo 49-1176 del Capitán Lawrence V. Bach (335.º FIS, hecho prisionero) el 22 de diciembre de 1950. Ambos bandos exageraron sus reclamos de victorias: los pilotos de Sabre reclamaron ocho MiG, y los soviéticos creyeron abatir 12 F-86. Las pérdidas reales fueron tres MiG y al menos un Sabre (quizás cuatro en total).
Esos primeros encuentros delinearon las características de la mayoría de las batallas aéreas que se librarían durante los siguientes dos años y medio. Los MiG-15 y MiG-15bis tenían mayor techo de vuelo que todas las versiones del Sabre (15 700 m contra 14 200 del F-86F), aceleraban más rápidamente que los F-86A/E/Fs debido a su mejor relación peso-potencia (1005 km/h contra 972 km/h del F-86F). Tenían asimismo mejor tasa de trepada -2800 m por minuto contra 2200 de los F-86A y E (el F-86F la igualaba)-, un mejor radio de giro por encima de los 10 000 m, y un armamento más poderoso -los temibles cañones NR-37 de 37 mm y NR-23 de 23 mm, contra las seis ametralladoras de 12,7 mm del Sabre. Por el contrario, eran más lentos a baja altura (1107 km/h del F-86F contra 935 km/h del MiG-15bis), su mira giroscópica ASP-1N era menos sofisticada que las muy precisas A-1CM y A4 con radar estimador de distancia de los F-86E y F, y todas las versiones del Sabre giraban más cerrado por debajo de los 8000 m de altura.
Así, si el MiG-15 obligaba al Sabre a combatir en el plano vertical, o en el horizontal por encima de los 10 000 m, tenía ganada la batalla. Fácilmente podía asimismo escapar de un Sabre trepando hasta su techo de vuelo, sabiendo que el F-86 no podría seguirle. Pero por debajo de los 8000 m el Sabre dominaba al MiG en casi todos los aspectos (menos la tasa de trepada), y era el vencedor en la mayoría de las ocasiones, sobre todo si el piloto soviético cometía el error de combatir en el plano horizontal.
Pero la misión principal del MiG-15 no era enzarzarse en combate aire-aire contra los F-86, sino forzar a la USAF a detener los ataques de los bombarderos estratégicos B-29 Superfortress en la frontera chino-coreana. Esta misión le fue asignada a la élite de la fuerza aérea soviética, primero a la 324.ª IAD del Coronel Ivan Kozhedub (tres veces Héroe de la Unión Soviética, máximo as aliado de la Segunda Guerra Mundial con 62 victorias contra la Luftwaffe) en abril de 1951, y luego a la 303.ª IAD del General Georgiy A. Lobov (19 victorias en la 2GM), llegada a Corea en junio de ese mismo año.
Cuarenta y cuatro MiG-15 pertenecientes a ambos regimientos (176.º GIAP y 196.º IAP) de la 324.ª IAD cumplieron esta misión el 12 de abril de 1951, cuando interceptaron una enorme formación de 48 Superfortresses, 18 Sabres, 54 Thunderjets y 24 Shooting Stars que se dirigían a bombardear el vital puente sobre el río Yalu en Uiju. Cuando la batalla terminó, los experimentados aviadores soviéticos habían abatido o dañado de forma irreparable diez B-29A, un F-86A y tres F-80C, todo esto contra la pérdida de un solo MiG.
Los bombarderos estadounidenses regresaron durante la semana del 22 al 27 de octubre para neutralizar los aeródromos norcoreanos de Namsi, Taechon y Saamchan, y los MiG les causaron pérdidas terribles. La más importante de las batallas ocurrió el 23 de octubre de 1951 cuando 56 MiG-15bis de los tres regimientos de la 303.ª IAD (17.º y 523.º IAP, y 18.º GIAP) debieron vérselas contra nueve Superfortresses escoltados por 34 Sabres y 55 Thunderjets. Pese a su inferioridad numérica, los aviadores soviéticos abatieron o dañaron sin posibilidad de reparación ocho B-29A y dos F-84E, y perdieron a cambio solo un MiG. Los norteamericanos apodaron a este día "Black Tuesday" (Martes Negro). Los pilotos soviéticos más exitosos de esos combates fueron el subcomandante del 18.º GIAP Podpolkovnik (teniente coronel) Aleksandr P. Smorchkov y el 1.º teniente Dmitriy A. Samoylov (523.º IAP). El primero derribó un Superfortress en cada uno de los días 22, 23 y 24 de octubre (los B-29A BuNos 44-61656, 44-70151 y 44-61932). Samoylov, por su parte, se anotó dos F-86A del 336.º FIS para su palmarés el 24 de octubre de 1951 (los pilotos, Fred T. Wicks y Bradley B. Irish, fueron ambos capturados), y el 27 de octubre abatió otras dos aeronaves: el B-29A BuNo 44-62971 (30.º BS, 19.ª BW) y el F-84E BuNo 51-570 (136.º FBW). Todas estas cuatro victorias las logró volando el MiG-15bis N.º 121067. Estas terribles pérdidas entre los bombarderos pesados estadounidenses forzaron al Alto Mando de la FEAF a cancelar de forma definitiva los ataques "de precisión" diurnos de los B-29, y solo efectuar incursiones nocturnas dirigidas por radar
Durante el período de noviembre de 1950 - enero de 1952 (especialmente mientras las dos divisiones de élite 303.ª y 324.ª IAD estuvieron en Corea) no menos de 40 pilotos soviéticos de MiG-15 fueron acreditados como ases (con 5 o más victorias en sus respectivos palmareses). Los registros de combate soviéticos muestran que el primer piloto en reclamar su 5.º victoria aérea fue el Capitán Stepan Ivanovich Naumenko (29.º GIAP, 50.ª IAD), el 24 de diciembre de 1950. Sin embargo, cruzando referencias con los registros de pérdidas de la USAF, hoy parece que su palmarés real solo fue de solo tres victorias (un B-29A, un F-86A y un F-84E). Tampoco parece que el primer as de la guerra de Corea fuera el estadounidense James Jabara, quien fue proclamado as el 20 de mayo de 1951 (solo 4 de sus 6 reclamos pueden ser confirmados). Tal honor le corresponde al Capitán Sergey Makarovich Kramarenko (176.º GIAP, 324.ª IAD), cuando el 29 de julio de 1951 se anotó su derribo N.º 5 - el F-86A BuNo 49-1098 (4.ª FIW). No menos de 16 de esos 40 pilotos realmente se convirtieron en ases, siendo los más exitosos el Mayor Nikolay V. Suyagin (17.º IAP, 303.ª IAD) - acreditado con 22 victorias, 13 se pueden confirmar, el Coronel Yevgeniy G. Pepelyayev (comandante del 196.º IAP, 324.ª IAD) - 19 reclamos, 15 victorias reales, y el Mayor Lev K. Shchukin (18.º GIAP, 303.ª IAD) - 17 acreditadas, 11 verificadas.
Pese al exitoso desempeño de estas divisiones de élite, a finales de enero de 1952 el Alto Mando de las Fuerzas Armas de la URSS decidió sustituirles por dos nuevas divisiones de la PVO (ПВО, Против Воздушная Oборона, Protiv Vozdúshnaya Oborona = Defensa Antiaérea), las 97.ª y 190.ª IAD. Este resultó ser un gran error, ya que estas unidades estaban entrenadas para interceptar bombarderos con armas nucleares, y no para enzarzarse en combates aire-aire contra los F-86. Además, a diferencia de las 303,ª y 324,ª IAD (compuestas en su casi totalidad por veteranos de la 2GM con cientos de horas volando reactores) solo los comandantes y el estado mayor de las 97.ª y 190,ª IAD tenían experiencia en combate en la 2GM, la mayoría de los pilotos solo tenían 50-60 h volando el MiG y para terminar de empeorar todo, la Dirección Política de la URSS se negó a que los pilotos realizaran el entrenamiento intensivo que les preparara para lo que se iban a encontrar.
En consecuencia estas unidades sufrieron pérdidas terribles a manos de los ahora mejor preparados pilotos de Sabre estadounidenses, que ahora se habían además fogueado y conocían como enfrentar el MiG-15. En el transcurso de solo seis meses entre febrero y julio de 1952 perdieron 81 MiG y 34 pilotos fallecidos a manos de los F-86, pudieron a cambio abatir solo 68 aeronaves de la USAF (entre ellos 36 F-86). El peor día fue el 4 de julio de 1952, en que 11 MiG fueron derribados por los Sabre (un piloto murió en combate). A esto contribuyó la ilegal maniobra de la Operación "Maple Special", planeada por el comandante de la 51.ª FIW, el afamado as de la 2GM el Coronel Francis S. Gabreski - esta consistía en cruzar el río Yalu, adentrarse en Manchuria (algo oficialmente prohibido) y sorprender a los MiG durante sus despegues o aterrizajes, cuando eran más débiles (volaban lento, a baja altura, y a veces cortos de munición y combustible). Aun así, estos pilotos pudieron anotarse dos importantes victorias contra ases norteamericanos:
- 10 de febrero de 1952: el 1.º Teniente Mijail Akimovich Averin (148.º GIAP, 97.ª IAD) derribó y le causó la muerte al as George A. Davis (334.º FIS, acreditado con 14 victorias al momento de su muerte, 10 confirmadas por las fuentes comunistas).[22]
- 4 de julio de 1952: segundos después de haber derribado al 1.º Teniente M. I. Kosynkin, el futuro as Capitán Clifford H. Jolley (335.º FIS, 7 victorias) debió eyectarse de su acribillado F-86E BuNo 51-2769 tras ser sorprendido por el piloto de MiG-15bis 1.º Teniente Vasily Romanovich Krutkij (494.º IAP, 190.ª IAD)).[23]

Al menos dos pilotos lograron coronarse ases en este período: Los Mayores Arkadiy S. Boytsov (16.º IAP, 97.ª IAD) y Vladimir N. Zabelin (256.º y 821.º IAP, 190.ª IAD) con 6 y 9 victorias respectivamente.
Nuevas y mejor entrenadas divisiones de la PVO -las 32.ª, 133.ª y 216.ª IAD- reemplazaron a las vapuleadas 97.ª y 190.ª en julio y agosto de 1952, y si bien no pudieron ya arrebatarles la superioridad aérea a los estadounidenses, si bien pudieron neutralizar dicha supremacía entre septiembre de 1952 y el fin de la guerra. Como en todos los períodos anteriores, las cifras de victorias y pérdidas en el aire son aún debatidas por los historiadores de EE. UU. y Rusia, pero en al menos tres ocasiones ases soviéticos del MiG-15 pudieron imponerse a ases de Sabre:
- 7 de abril de 1953: Después de haber averiado a un MiG chino y a otro soviético sobre la base aérea china de Dapu en Manchuria, el as con 10 victorias Capitán Harold E. Fischer (39.º FIS, 51.ª FIW) es sorprendido y derribado por el futuro as 1.º Teniente Grigoriy Nesterovich Berelidze (224.º IAP, 32.ª IAD), siendo hecho prisionero.[24]
- 12 de abril de 1953: Instantes después de haber abatido al F-86E de Norman E. Green (334.º FIS), el as soviético con 8 victorias Capitán Semyon Alekseyevich Fedorets (913.º IAP, 32.ª IAD) es a su vez atacado por el futuro máximo as norteamericano de la guerra de Corea, el también Capitán Joseph C. McConnell (39.º FIS, 51.ª FIW), con 16 victorias. En el subsecuente combate, ambos ases se derriban mutuamente.[12]
- 20 de julio de 1953: Tras haberse internado ilegalmente en Manchuria y haber derribado a dos MiG chinos, los Mayores Thomas M. Sellers y Stephen L. Bettinger (336.º FIS, el segundo un as con 5 derribos) intentan sorprender a dos MiG-15 del 224.º IAP que están aterrizando en Dapu. Pero estos los fuerzan a sobrepasarlos, dan la vuelta y los derriban: el as Boris N. Siskov derriba a Bettinger (quién es hecho prisionero) y su numeral Vladimir I. Klimov le causa la muerte al Mayor Sellers. Esta fue la quinta victoria de Boris Siskov, y también el último Sabre derribado por pilotos soviéticos en la guerra de Corea.[25]

Las cifras proporcionadas por las fuentes soviéticas indican que los MiG-15 del 64.º IAK (el cuerpo de caza que englobó a todas las divisiones que rotaron a lo largo del conflicto) llevaron a cabo 60 450 salidas de combate diurnas y 2779 nocturnas, se enfrentaron al enemigo en 1683 batallas aéreas durante el día, y en 107 durante la noche, reclamando abatir 1097 aeronaves de la ONU sobre Corea, distribuidos de la siguiente forma: 647 F-86, 185 F-84, 118 F-80, 28 F-51, 11 F-94, 65 B-29, 26 Meteors y 17 aeronaves de otros tipos. Las pérdidas no fueron menores: 335 aeronaves y 120 pilotos - 319 MiGs y 110 aviadores se perdieron en combate, el resto en accidentes. Casi con seguridad las estadísticas de victorias están muy infladas (al menos en un 50 %) pero parece ser claro que los MiG-15 volados por personal soviético causaron serios problemas a la USAF y sus aliados en Corea, bastante más de los que la bibliografía tradicional norteamericana sobre el tema ha reconocido.
Si bien la VVS y la PVO soviéticas fueron los principales usuarios del MiG-15 durante la guerra, también fue utilizado por las Fuerzas Aéreas Populares china y norcoreana (conocida como el Ejército Aéreo Unido). Exceptuando una breve aparición en enero de 1951, la fuerza aérea china no entró en acción hasta el 25 de septiembre de 1951, en que dieciséis MiG-15 pertenecientes al 12.º Regimiento de la 4.ª División Aérea se enfrentaron con Sabres de la 4.ª FIW, reclamando el piloto Li Yongtai una victoria (la USAF admite que el F-86A del 1.º Teniente Charles Loyd, 334.º FIS, fue dañado seriamente en la raíz del ala izquierda) pero perdiendo a su vez un MiG y su piloto. La unidad norcoreana equipada con el MiG-15, el 1.º Regimiento de la Guarda, entró en acción justo un año después, en septiembre de 1952. A partir de allí hasta el final de la guerra el Ejército Aéreo Unido reclamó abatir 211 F-86, 72 F-84 y F-80, y 47 otros aviones de diversos tipos. Sus pérdidas: 231 aeronaves - 224 MiG-15, tres La-11 y cuatro Tu-2, falleciendo 116 aviadores orientales. Varios pilotos fueron acreditados con derribar 5 o más aviones enemigos, tales como Zhao Baotong (7.º Regimiento, 3.ª División) - 7 victorias, Wang Hai (9.º Regimiento, 3.ª División) - 9 derribos, y ambos Kan Yon Duk y Kim Di San (1.º Regimiento de la Guardia, ambos acreditados con 5 victorias).

### La Guerra Fría
A lo largo de la década de 1950 los MiG-15 de la URSS y sus aliados del Pacto de Varsovia interceptaron en incontables ocasiones a aviones de las fuerzas aéreas de la OTAN y otros países aliados realizando reconocimientos cerca de su territorio, y muchas veces estos incidentes terminaron con aviones de uno u otro bando siendo abatidos. A continuación se listan todos los incidentes conocidos. (Fuentes: "Air Aces - Shootdowns of the Cold War Era, "Goryachoe Nebo Jolodnoy Voyny" ("El caliente cielo de la Guerra Fría" (en ruso) y Aircraft Downed During the Cold War and Thereafter Archivado el 16 de julio de 2011 en Wayback Machine..
- 26/12/1950: Un RB-29 de la USAF es derribado sobre Primore (Mar de Japón) por dos pilotos de MiG-15 del 523.º IAP, el Capitán Stepan A. Bajaev (futuro as de la guerra de Corea) y el 1.º Teniente N. Kotov.
- 19/11/1951: Un piloto de MiG-15bis del 5.º GIAP (1.º Teniente A. A. Kalugin) obliga a un C-47 de la USAF que había penetrado espacio aéreo húngaro, a aterrizar en la base aérea de Papa.
- 13/6/1952: dos MiG-15 navales del 1.º IAP de la TOF (Тихо-Oкеанский Флота, Tijo-Okeasnkiy Flota = Flota del Océano Pacífico), tripulados por el Capitán Oleg Piotrovich Fedotov y el 1.º Teniente Ivan Petrovich Proskurin abaten el RB-29A BuNo 44-61810) del 91.º SRS (Strategic Reconnaissance Squadron = Escuadrón de Reconocimiento Estratégico) cerca de la ensenada de Valentin, sobre el Mar de Japón - todos los 12 tripulantes fallecen (sus cuerpos no fueron recuperados).
- 13/7/1952: un MiG-15 soviético del 483.º IAP tripulado por el Capitán Osinskiy derribó el DC-3 Tp79 79001 (piloto: Alvar Almeberg) de exploración de la Fuerza Aérea sueca cerca de Venspils sobre el Báltico. Sus tres tripulantes murieron.
- 7/10/1952: Dos pilotos de MiG-15 (los 1.º Tenientes) Zeryakov y Lesnov del 29.º VA (Воздушной Армий, Vozdushnoy Army = Ejército Aéreo) acribillan al RB-29 BuNo 44-61815 del 91.º SRS, USAF sobre las islas Kuriles - todos los nueve tripulantes fallecen (los restos de uno, el Capitán John R. Durnham, regresaron a EE. UU. en 1993).
- 18/11/1952: Cerca de Vladivostok se enzarzaron cuatro MiG-15bis del 781.º IAP, 165.ª IAD TOF contra cuatro F9F-2 Panther del VF-718 del portaaviones USS Princeton. El piloto de uno de los MiG-15 -Capitán Dmitriy Belyakov- consigue averiar seriamente el F9F-5 del Teniente (grado júnior) David M. Rowlands, pero segundos después tanto él como el 1.º Teniente Vandalov son abatidos por Elmer Royce Williams y John Davidson Middleton, desapareciendo sin rastros.
- 10/3/1953: Dos MiG-15bis de la Fuerza Aérea checoslovaca interceptan a dos F-84G de la 36.º FBW que penetraron en espacio aéreo checoslovaco, y Jaroslav Sramek derriba uno de ellos. El piloto del Thunderjet se eyecta sano y salvo.
- 29/7/1953: Dos MiG-15bis del 88.º IAP interceptan el RB-50G BuNo 47-145 (temporalmente asignado al 91.º SRS) cerca de Gamov, en el Mar del Japón, y lo instruyen a aterrizar en su base. Pero los artilleros del RB-50 abren fuego e impactan al MiG del 1.º Teniente Aleksandr D. Rybakov. La respuesta soviética no se hace esperar: Rybakov y su compañero 1.º Teniente Yuriy M. Yablonskiy abaten al RB-50. Uno de los tripulantes (John E. Roche) pudo ser rescatado con vida, y los cadáveres de otros tres fueron recuperados. Los restantes 13 tripulantes desaparecieron sin dejar rastro.
- 17/4/1955: Los pilotos de MiG-15 Korotkov y Sazhin abaten un RB-47E del 4.º SRS al norte de la península de Kamchatka - todos los tres tripulantes perecen.

### Oriente Medio

#### La Crisis de Suez (1956)
El Egipto de Gamal Abdel Nasser compró un puñado de cazas MiG-15 y MiG-17 en 1955 a Checoslovaquia con el patrocinio de la URSS, que fueron desplegados en el 1.º Escuadrón a tiempo para tomar parte en el ataque anglo-francés-israelí conocido como la Crisis de Suez. Durante los combates aéreos contra la Heyl Ha'Avir (Fuerza Aérea de Israel), pese a sufrir varias pérdidas, los MiG-15bis egipcios pudieron abatir al menos tres aviones israelíes: un Piper Cub y un Meteor F.8 del 117.º Escuadrón el 30 de octubre de 1956 (este último a causa de una mala maniobra), y un Dassault Ouragan que debió realizar un aterrizaje "de panza" el 1.º de noviembre - esta última victoria fue lograda por el piloto Faruq el-Gazzavi.
Egipto gozaba de superioridad en número de aviones de reacción, aunque el MiG-15 no llegaba a igualar al avión de caza israelí, el francés Mystere, del que Israel solo contaba con una escuadrilla. Sin embargo, gracias a la mejor calidad de sus pilotos, la aviación israelí pronto mostró superioridad en el campo de batalla, mucho antes de que las fuerzas aéreas anglo-francesas atacasen los aeródromos egipcios.
En la mañana del 30 de octubre 4 MiG-15 atacaron a paracaidistas israelíes en el paso de Mitla. Estos solicitaron apoyo al cuartel general de la IAF, el número de atacantes se había inflado a 24 y toda la 101.ª escuadrilla fue llamada a combate. Tras 20 minutos de ser dada la alarma 8 Mystères llegaron al paso de Mitla para encontrarse una docena de Mig-15. Un Mig fue derribado, mientras que otro fue dañado pero logró volver a su base.
El 31 de octubre la actividad se intensificó en todo el Sinaí. A lo largo del día volaron los Mystères como escolta superior de las fuerzas israelíes terrestres y aéreas. Varias dogfights se sucedieron a lo largo del día: a las 09:00 un par de Mystere se encuentran con 7 MiG-15, pero no establecen combate. La misma pareja encuentra otro Mig a su regreso a la base y lo obliga a estrellarse en tierra. El avión más tarde fue recuperado por Israel. Otro Mig fue derribado más tarde el mismo día mientras que dos más se averiaron, sin ser derribados.

#### La guerra de los Seis Días (1967)
Egipto y Siria estaban equipados con MiG-15 "Fagot-A" y MiG-15bis "Fagot-B" desde el decenio de 1950, y estos aviones lucharon todavía en 1967. Gran parte de los MiG-15 fueron destruidos en sus bases en la mañana del 5 de junio de 1967, durante el ataque preventivo israelí que dio inicio a la guerra de los Seis Días. Unos pocos MiG-15 de la Fuerza Aérea de Egipto sobrevivieron al ataque para realizar incursiones de ataque terrestre contra el Ejército Israelí, pero esas misiones se consideraban suicidas, ya que en ese momento el MiG-15 estaba irremediablemente obsoleto para el combate aéreo y no era rival para los israelíes.

### Estrecho de Formosa
En el verano de 1954, el ejercitó chino hizo un despliegue masivo de efectivos y unidades de artillería, el 3 de septiembre comenzó a atacar Quemoy, y al mismo tiempo comenzó la preparación de una operación contra Dachen y Yijiangshan, en poder de una división de tropas nacionalistas. El bombardeo de Quemoy duró un mes, y no podía detenerse a pesar de la intervención de la Fuerza Armada de la República de China (CNAF). La Fuerza Aérea del Ejército Popular de Liberación (PLAAF) desplegó entonces una división de bombarderos (equipada con bombarderos Tu-2), una de ataque a tierra (Il-10), tres divisiones de cazas(todas equipadas con el MiG-15), dos regimientos de reconocimiento independientes, y tres divisiones de combate PLANAF , con un total de 200 aviones de combate, en cinco aeródromos de la zona.
A finales de octubre de 1954, el ala de la PLAAF realizaba operaciones de reconocimiento sobre ambas islas, pero el 1 de noviembre, a las 11:00 realizó el primer ataque aéreo contra Yijiangshan . Durante ese día, 168 incursiones son llevadas a cabo por MiG-15, 2 por Tu-72, y 48 por Il-10. Un total de 851 bombas fueron lanzadas y 3741 cartuchos de municiones disparadas. La operación continuó a un ritmo similar, hasta que el 18 de enero de 1955 el PLA inició el asalto. Los nacionalistas presentaron una fuerte resistencia, pero, como la CNAF tuvo que volar de Taiwán, más lejano de las islas, no fue capaz de intervenir. El 25 de febrero, las unidades de defensa antiaérea Nacionalistas derribaron 19 aviones comunistas, pero Yijiangshan estaba bajo el control chino, y posteriormente las islas de Dachen tuvieron que ser evacuadas.
Poco más tarde los EE. UU. comenzaron a entregar a la CNAF aviones de caza modernos, incluido F-84G Thunderjets y la primera tanda de los 250 F-86F, con el que un total de tres o cuatro alas de caza se formaron a finales de 1957.
Después de la experiencia positiva de la lucha en torno a Yijiangshan y Dachen, el PLA empezó a planear una operación combinada similar contra Quemoy y Matsu. Para ello, la PLAAF necesitaba bases aéreas en una región que sigue siendo en realidad una zona de vuelo libre para la CNAF. Por lo tanto, desde 1956, una serie de nuevos campos de aviación, se construyó, y se empezaron los combates sobre el Estrecho de Formosa: por ejemplo, Chen Wulu piloto, comandante adjunto de la 18.ª Regimiento, 6.ª División PLANAF, alegó daños en dos F-84Fs, el 18 de enero de 1958. Exactamente un mes más tarde, el 18 de febrero, también los pilotos Hu Chung-Sheng y Shu-Ji Cheng, del 10.º Regimiento/4.ª División de la PLAAF, reclamaron el derribo de un RB-57A de reconocimiento sobre el continente.
Desde 27 de julio, la PLAAF comenzó a realizar ofensivas contra las operaciones aéreas sobre el Estrecho de Formosa, enviando numerosos MiG-15 y MiG-17s, y esto de inmediato provocó varios enfrentamientos con la CNAF. Por lo tanto, los EE. UU. se apresuraron a enviar misiles AIM-9BS a Taiwán (apenas meses después se introdujo el arma en servicio en la USN), mientras que la CNAF comenzó una serie de ataques contra el transporte marítimo, así como las operaciones de reconocimiento sobre el continente. Volaban esas misiones aviones F84Gs y RF-84Fs, respectivamente, escoltados por F-86s. Con el fin de contrarrestar la intensidad de las operaciones de la PLAAF y PLANAF, la CNAF tuvo que volar 100 incursiones cada día y como consecuencia una serie de combate aéreo se desarrollaron entre los F-86 y los Mig 15/17.
A pesar de las pérdida de la PLAAF, el 23 de agosto comenzó un masivo ataque de artillería contra Quemoy, al parecer como preparación para una invasión. Esto fue suficiente para alertar a los EE. UU., y la 7 ª Flota envió inmediatamente los portaviones USS Hancock (CV-19) desde Hong Kong, USS Shangri La (CV-38) desde Yokosuka, y USS Midway (CV-41) desde Pearl Harbour. El USS Essex (CVA-9), que pertenecía a la 6 ª Flota en el Mediterráneo también se envió a través del Océano Índico. Mientras la PLAAF desplegó unidades adicionales en la zona, entre ellos dos regimientos equipados con Il-28s y con un regimiento de Tu-4 a Zhanghou, en Fujian. Además, otros dos regimientos de MiG-15 y uno de Il-10 fueron preparados para el despliegue, pero nunca llegan a utilizarse.
En respuesta, EE. UU. inició un despliegue masivo de más de 140 F-100 y F-104 de la USAF.

### Empleo en Cuba
Los primeros MiG-15 llegan a Cuba a fines de mayo de 1961, un mes después de Bahía de Cochinos. Se trataba de 20 MiG-15bis y 4 MiG-15UTI. No hubo en Cuba versiones primarias MiG-15. Estos equipos forman los primeros dos Escuadrones de MiG-15bis. Un 3° Escuadrón de MiG-15bis llega a fines de 1961. En 1961 en total llegan 41 MIG-15bis, MiG-15Rbis, MiG-15UTI y MiG-19P.
Para su ensamble y la preparación de pilotos en la misma Cuba, a principios de junio de 1961 llegan más de cien asesores de pilotaje y técnicos de la URSS, al mando del Coronel Guenady Shadrin, (Héroe de la Unión Soviética, y As de la SGM con 14 derribos). Estos especialistas comienzan a ensamblar los MiG-15bis el 6 de junio de 1961 en la Base San Antonio de los Baños. Para coger experiencia, en este trabajo participaban también los técnicos cubanos, que trabajaban aún en los viejos Sea Fury, T-33 y B-26. En total los rusos forman en Cuba en junio-diciembre de 1961 casi 50 pilotos de MiG-15bis y de MiG-19P. En noviembre de 1961 con la siguiente partida de aviones se forma un escuadrón de reconocimiento basado en el aeródromo Ciudad Libertad (antigua Columbia), formado por 10 MiG-15bis, MiG-15Rbis y 2 MiG-15UTI. Demostrando su disposición, 11 MiG-15bis vuelan en el desfile aéreo del 2 de enero de 1962.
En 1962 los MiG-15 cubanos fueron el espinazo de la Fuerza Aérea de Cuba durante la Crisis de los Misiles. Para octubre de 1962, había 36 MiG-15bis y MiG-15Rbis en Cuba, en tres Escuadrones (además de los MiG-15UTI). Para evitar ser destruidos en tierra, estos aviones se dispersaron por varias bases: San Antonio, Santa Clara, Camagüey, Holguín. Los MiG-15bis despegaban frecuentemente tratando de interceptar los RF-101 y RF-8 norteamericanos sobre Cuba. La ausencia de radares en las FAR impedía que los MiGs despegaran con el tiempo necesario para una intercepción eficaz (los radares estaban en manos de las tropas soviéticas). Los MiG-15Rbis hacían vuelos de reconocimiento ante un posible desembarco norteamericano.
En los años sesenta eran frecuentes las incursiones de lanchas rápidas artilladas desde la Florida hacia Cuba, armadas por la CIA o los exiliados cubanos. La CIA usaba a veces "buques madres" desde donde se enviaban las lanchas rápidas artilladas para raídes o infiltraciones de agentes en las costas cubanas. Uno de los buques madres más activos era el Rex, antiguo cazasubmarinos de 52 m de la SGM. Estaba armado con un cañón de 57 mm, 2 cañones dobles de 40 mm y 8 ametralladoras de 12,7 mm . Contra el Rex se preparó una emboscada. En la operación participarían 4 Il-14R de reconocimiento con bengalas lumínicas y dos bombas de 250 kg, y una escuadrilla de MiG-15bis.
El 21 de octubre de 1963 el Rex se acercó a medianoche al cabo de San Antonio, en la provincia de Pinar del Río, para desembarcar dos lanchas rápidas con 12 comandos a solo 1 km de la costa. Al acercarse los comandos a la orilla, no recibieron la señal codificada acordada de sus hombres en tierra. Comprendieron que cayeron en una emboscada, y abrieron fuego. De la orilla respondieron y destruyeron una de las lanchas. La segunda salió tras el Rex, perseguida por lanchas cubanas que aparecieron en la noche. Pero el Rex dio media vuelta a toda máquina. El Capitán Brooks del Rex primero ordena salir a mar abierto, pero luego vuelve hacia la costa, navegando de cerca para no ser detectado por los radares, en maniobra de engaño. Pocos minutos después, en el mismo punto donde había estado el Rex se aparecieron dos helicópteros Mi-4, lanzando bengalas. El ayudante del Capitán del Rex cuenta: "Tan sólo habíamos pasado en Cabo, cuando vi las luces de un buque mercante. Enseguida comprendí lo que iba a pasar. El mercante entró en la zona iluminada, y los cubanos pensaron que se trataba de nosotros. Y abrieron fuego". El mercante era el "G.Louis" de 32 500 toneladas, registrado en Liberia, y que ahora llevaba boxitas de Jamaica a Texas. Eran las 0.40 de la noche, y llegaron los Il-14R, que iluminaban la zona. Mientras tanto aparecieron los 5 MiG-15bis y atacaron al buque con cohetes y ráfagas de cañón, haciendo varios pases. El buque se incendió, (aunque el fuego fue apagado tres horas después), y su Capitán pidió SOS por radio: "Cazas MiGs nos atacan cerca de las costas cubanas!!". A la alarma responden, y desde Cayo Hueso, 350 km al norte, despegan los F-4 Phantom de la US NAVY hacia la zona. Pero cuando los Phantom ya estaban cerca de Cuba, reciben la orden de volver. La CIA monitoreaba las comunicaciones del choque, el Rex no daba señales, y comprendieron que los MiG-15bis cubanos estaban atacando un objetivo equivocado. Mientras los MiG-15 estaban ocupados con el "G.Louis", los Phantom no debían entrometerse, y el Rex podría huir.
En 1963 dos F-8 Crusader de un Escuadrón VMF interceptaron dos MiG-15 de las FAR, que entorpecían la misión de inteligencia de un Lockheed P-3 Orion, bordeando las aguas cubanas. Los pilotos de F-8 pidieron permiso para confrontar los MiGs, pero el permiso llegó solo cuando cada parte ya había girado a casa. Uno de los pilotos al llegar a la base de Cayo Hueso, furioso se quitó el casco y lo pateó.
En 1964 llegan los MiG-17, y entonces los MiG-15bis de Santa Clara pasan a Holguín. Más MiG-15UTI fueron adquiridos después de la Crisis de los Misiles hasta llegar a varias decenas de aparatos. Un MiG-15UTI fue enviado a Angola en 1975 formando parte del escuadrón de MiG-17. Los MiG-15UTI tuvieron una larga carrera, entrenando siguientes generaciones de pilotos, hasta la llegada de los Aero L-39C Albatros en 1981.

### Deserciones de MiG-15

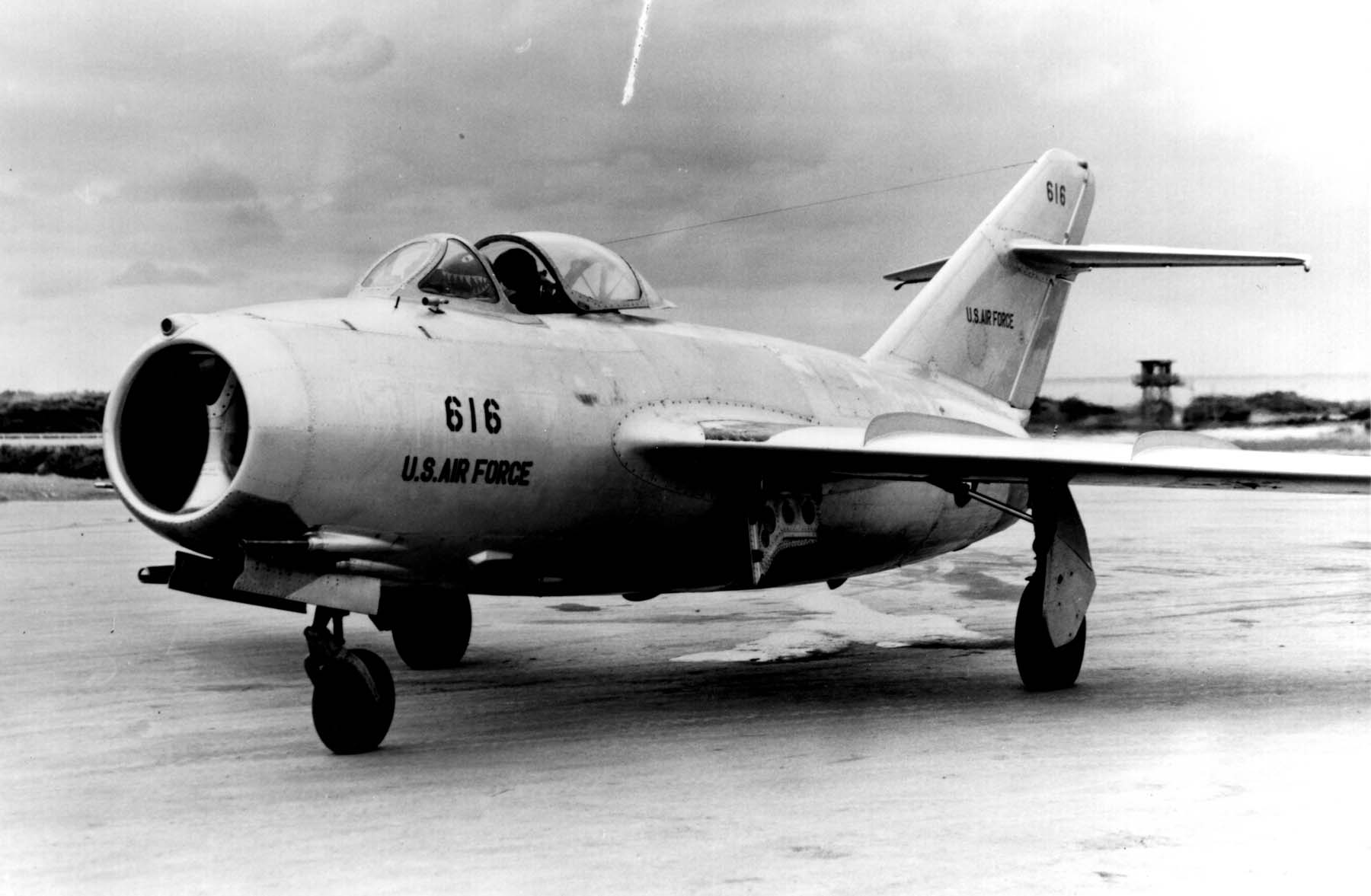
El MiG-15 entregado a la Fuerza Aérea de los Estados Unidos por el piloto norcoreano No Kum-Sok.

- En 1951 la Royal Navy pudo recuperar los restos de un MiG-15 estrellado, para analizarlos.

- En abril de 1953, el alto mando estadounidense ofreció una recompensa de 100 000 dólares al primer piloto que le proporcionase un MiG-15 intacto, pero cuando se declaró el alto el fuego, ningún MiG-15 había llegado todavía a sus manos. En la mañana del 21 de septiembre de 1953, el teniente norcoreano No Kum-sok volaba en una misión de patrulla. Cuando No Kum-Sok calculó que volaba a poco más de 100 km de Seúl, rompió la formación y se dirigió hacia el sur a toda velocidad, más de 1000 km/h. Al llegar al aeródromo de Kimpo ignoró el tráfico aéreo y aterrizó en la pista en dirección contraria a la de despegue. Una vez que el avión saliera de la pista, se le acercó tranquilamente un miembro del personal de tierra que había confundido el MiG con un F-86 Sabre, este quedó atónito cuando vio que el piloto se ponía de pie en su cabina y levantaba las manos en señal de rendición. Poco tiempo después el MiG-15 se vio rodeado por personal de la base que llegaba en jeeps o camiones.

Rápidamente la torre ordenó despegar a la totalidad de los F-86 y a los Meteors de la RAAF, su objetivo era evitar que nadie pudiera destruir al MiG en el suelo. Mientras tanto, se ocultó el MiG en uno de los hangares cercanos. El aparato fue transportado a puerto, desde donde fue enviado por mar a Okinawa para realizar un exhaustivo programa de pruebas, del cual se encargaron dos de los mejores especialistas en la materia: el capitán H.E. "Tom" Collins y el mayor C. E. "Chuck" Yeager. Las pruebas duraron hasta el mes de diciembre y los resultados fueron remitidos a la industria aeronáutica estadounidense. Una vez concluido este período, los Estados Unidos ofrecieron devolver el avión a su propietario legítimo, pero ni Corea del Norte ni la Unión Soviética —que oficialmente era un país neutral— lo reclamaron. Finalmente la Fuerza Aérea de EE. UU. transfirió el MiG-15 al museo aéreo de Dayton, Ohio, en 1957.
- El 20 de mayo de 1952, el subteniente polaco Zdzislaw Jazwinski voló su MiG-15 a la pista de entrenamiento de Almegård y solicitó asilo político. El 25 de septiembre de 1956, el segundo teniente Zygmomd Goezniack, trató de aterrizar en la base de Rønne, pero el avión terminó estrellándose contra maquinaria pesada usada en la construcción de la pista.

- El 5 de marzo de 1953, Franciszek Jarecki, piloto de la Fuerza Aérea Polaca, volaba como Jefe de Formación de una escuadrilla de 4 cazas MiG-15. Jarecki bruscamente rompió la formación y cambió de dirección dirigiéndose a la costa báltica y descendiendo mientras soltaba los tanques auxiliares de combustible para ganar velocidad. Por debajo de los 300 m de altura, puso rumbo a la isla de Bornholm, a la que llegó en 10 minutos. Mientras tanto, su compañero de ala informó por radio sobre lo que ocurría y le ordenaron perseguir a Jarecki y derribarlo. El compañero de Jarecki hizo el intento, pero era imposible alcanzarlo sin soltar los tanques de combustible y de hacerlo no podría regresar a su base, de manera que luego abortó y regresó a su base. Jarecki pidió asilo político y fue custodiado por la policía. Tropas danesas ocuparon el aeropuerto y cercaron toda el área para proteger el MiG-15. La Fuerza Aérea Danesa envió al Coronel Erik Rasmussen para hacer los primeros informes y bajo sus órdenes el MiG fue desmontado, y dos días después embarcado con una escolta de la marina danesa. En la Base Aérea de Værløse el avión fue totalmente analizado por expertos. Todos los informes, con miles de fotografías fueron enviados a la OTAN para su estudio y valoración. Cuando el análisis de las partes del avión fue completado, estas fueron embaladas en cajas de madera y enviadas a Polonia.

- Durante el conflicto árabe-israelí de 1956, los israelíes capturaron otro MiG-15 egipcio que se había visto obligado a realizar un aterrizaje forzoso tras un combate aéreo.

## Especificaciones (MiG-15bis)

### Características generales
- Tripulación: 1 piloto (2 en versión MiG-15UTI)
- Longitud: 10,11 m
- Envergadura: 10,08 m
- Altura: 3,7 m
- Superficie alar: 20,6 m²
- Perfil alar: TsAGI S-10 / TsAGI SR-3
- Peso vacío: 3580 kg
- Peso cargado: 4960 kg
- Peso máximo al despegue: 6105 kg
- Planta motriz: 1× Turborreactor Klimov VK-1.
  - Empuje normal: 26,5 kN 5950 lbf de empuje.
- Capacidad de combustible: 1.400 litros

### Rendimiento
- Velocidad máxima operativa (Vno): 1075 km/h
- Velocidad crucero (Vc): 840 km/h
- Alcance: 1200 km, 1975 km con tanques externos
- Techo de vuelo: 15 500 m
- Régimen de ascenso: 50 m/s
- Carga alar: 240,8 kg/m²
- Empuje/peso: 0,54

### Armamento
- Cañones: 3× 

  - 2 Nudelman-Rikhter NR-23 de 23 mm en la parte izquierda del fuselaje, con 80 proyectiles cada uno.
  - 1 Nudelman N-37 de 37 mm en la parte derecha del fuselaje, con 40 proyectiles.
- Puntos de anclaje: 2 soportes subalares para cargar una combinación de:  
  - Bombas: 2× de 100 kg
  - Otros: tanques de combustible externos o cohetes.

### Desarrollos relacionados
- Mikoyan-Gurevich MiG-17
- Raduga KS-1 Komet

### Aeronaves similares
- Dassault MD 450 Ouragan
- Dassault MD 452 Mystère II
- Focke-Wulf Ta 183
- FMA IAe 33 Pulqui II
- Hawker Hunter
- Lavochkin La-15
- North American F-86 Sabre
- Republic F-84 Thunderjet
- Saab 29 Tunnan

### Secuencias de designación
- MiG-1 – MiG-3 – MiG-9 –  MiG-15  –  MiG-17  – MiG-19 – MiG-21 – MiG-23 – MiG-25 – MiG-27 – MiG-29 – MiG-31 – MiG-33 – MiG-35